# ليزلي ر. ستيفنسون
ليزلي ر. ستيفنسون (بالإنجليزية: Leslie R. Stevenson)‏ هو سياسي أمريكي، ولد في 31 يوليو 1915، وتوفي في 1 نوفمبر 1981. حزبياً، نشط في الحزب الديمقراطي. وقد انتخب عضو جمعية ولاية ويسكونسن.